# Sevendust
Sevendust (anteriormente llamada Tomorrow's Pain) es una banda de metal fundada en la ciudad de Atlanta en 1992. Sevendust es una banda cuyo estilo va desde el metal alternativo, pasando por el nu metal y hasta llegar tener elementos e influencias del hard rock, post-grunge y el groove metal en algunas canciones.

## Historia
La banda popularmente descrita como Alternative/Nu-Metal fue fundada en 1992 bajo el nombre de Tomorrows Pain, luego fueron conocidos como Crawlspace, y con dicha nominación lanzaron un sencillo titulado "My Ruin", que apareció en la banda sonora de Mortal Kombat. Posteriormente, fueron forzados a cambiar el nombre puesto que un grupo adujo tener los derechos de propiedad, y es así como pasaron a denominarse Sevendust.
Cabe anotar, que antes del lanzamiento oficial de su primer disco, el grupo, a inicios del año 1995, tenía bajo el brazo un demo con las versiones "originales", por usar alguna connotación, de canciones como "Black", "Terminator", "Prayer", "Face", "Bitch" y "Speak" , que pertenecen al primer álbum.
Asimismo, es importante mencionar que en la creación de este demo, un chico llamado Lee Banks tocaba la primera guitarra. Por tanto, no es tan cierto eso de que Clint Lowery (hogaño, primera guitarra de Sevendust) haya sido un miembro original. Un dato que corrobora esta información es que Clint, en los años iniciales de la entonces Crawlspace, tocaba en un grupo de Rock llamado Still Rain. 
En 1997 lanzaron su primer disco titulado "Sevendust". Este material representa una innovación en la escena del Nu metal por la mezcla de riffs machacantes , con la voz, a la vez potente y calmosa, de Lajon Witherspoon, su frontman, logrando que el grupo sea de fácil escucha. Además, podemos apreciar en este trabajo influencias de música Soul, dado el origen afrodescendiente de Lajon.
Los sencillos de este álbum fueron "Black", "Bitch" y "Too Close To Hate". El disco logró reconocimiento dorado en mérito a haber vendido más de 500 mil copias.
Desde 1997 a 1999 Sevendust ofrece más de 400 conciertos.Entre ellos, se puede mencionar el Ozzfest de 1998 y el Woodstock de 1999, como las presentaciones más importantes. Y es precisamente, en el año 1999 cuando editan su segundo disco titulado "Home". 
"Home" viene a mostrar un lado menos agresivo, pero no por ello suave , y un registro de voz un tanto distinto, si lo comparamos con su predecesor. En efecto , las voces casi guturales que se evidencian en el álbum debut , son reemplezadas por gritos igual de potentes pero más "secos". 
Con este disco, Sevendust, se aparta del sonido groove metal para entrar de lleno en el Nu Metal.
Es muy importante señalar que en este disco aparecen dos invitados: Chino Moreno de "Deftones" y Skin  (Deborah Dyer) de la banda "Skunk Anansie", quienes prestan su voz para las canciones "Bender" y "Licking Cream", respectivamente. 
Para finalizar, es trascendente acotar que Morgan Rose , el baterista , toma más participación en las voces. Sus gritos desgarradores , que fácilmente podrían hacerlo un vocal ideal para un grupo Black Metal, conjugan perfectamente con la voz , en muchas ocasiones calmosa y profunda, de Lajon.
Los sencillos son "Waffle", "Denial" y la citada "Licking Cream". Logran, también, reconocimiento dorado por haber vendido más de 500 mil copias.
En octubre de 2009 entraron al estudio para grabar Cold Day Memory, que salió a la venta el 20 de abril de 2010.
Hasta 2014 han producido 10 álbumes, 1 recopilatorio y un doble Cd de un tour acústico.

## Discografía
- 1997 Sevendust
- 1999 Home
- 2001 Animosity
- 2003 Seasons
- 2005 Next
- 2007 Alpha
- 2008 Chapter VII : Hope & Sorrow
- 2010 Cold Day Memory
- 2013 Black Out the Sun
- 2014 Time Travelers & Bonfires
- 2015 Kill the Flaw
- 2018 All I See Is War
- 2020 Blood & Stone
- 2023 Truth Killer

## Miembros
- Lajon Witherspoon - Vocalista líder (1994-presente)
- John Connolly - Guitarra , Coros (1994-presente)
- Clint Lowery - Guitarras , Coros (1994-2004)(2008-presente)
- Vince Hornsby - Bajo (1994-presente)
- Morgan Rose - Batería, Vocales.(1994-presente)

### Otros miembros
- Sonny Mayo - Guitarras, Coros (2004-2008)

### Cronología
- Datos: Q741801
- Multimedia: Sevendust / Q741801